# Kreis Sulingen
| Basisdaten                                        | Basisdaten          |
| ------------------------------------------------- | ------------------- |
| Preußische Provinz                                | Hannover            |
| Regierungsbezirk                                  | Hannover            |
| Verwaltungssitz                                   | Sulingen            |
| Fläche                                            | 539 km² (1925)      |
| Einwohner                                         | 23.240 (1925)       |
| Bevölkerungsdichte                                | 43 Einw./km² (1925) |
| Gemeinden                                         | 36 (1932)           |
| Lage des Kreises Sulingen in der Provinz Hannover |                     |
|                                                   |                     |

Der Kreis Sulingen war von 1885 bis 1932 ein Landkreis in der preußischen Provinz Hannover. Der Kreissitz war in Sulingen.

## Geschichte
Der Kreis Sulingen wurde 1885 aus dem Amt Sulingen und Teilen der Ämter Freudenberg, Uchte und Bruchhausen gebildet. Bei der Kreisreform wurde der Kreis Sulingen zum 1. Oktober 1932 mit dem benachbarten Kreis Diepholz zum neuen Landkreis Sulingen zusammengeschlossen, der später in Landkreis Grafschaft Diepholz umbenannt wurde.
Der Landkreis grenzte im Westen an den Kreis Diepholz und, im Uhrzeigersinn folgend, den Kreis Syke, den Kreis Hoya, den Kreis Nienburg und den Kreis Stolzenau.

## Landräte
- Cuno von Hugo (1885–1890)
- Emil Oberländer (1890–1899)
- Julius Helmentag (1899–1908)
- Hermann Wolf (1908–1918)
- John Menger (1918–1926)
- Johann Dietrich Lauenstein (1926–1932)[2]

## Einwohnerentwicklung
| Einwohner      | 1890   | 1900   | 1910   | 1925   |
| -------------- | ------ | ------ | ------ | ------ |
| Kreis Sulingen | 17.450 | 18.753 | 21.265 | 23.240 |

## Gemeinden
Gemeinden des Kreises Sulingen (Stand 1. Dezember 1910):
| Gemeinde      | Einwohner | Gemeinde      | Einwohner | Gemeinde      | Einwohner | Gemeinde        | Einwohner |
| ------------- | --------- | ------------- | --------- | ------------- | --------- | --------------- | --------- |
| Affinghausen  | 640       | Anstedt       | 263       | Bahrenborstel | 485       | Barenburg       | 579       |
| Bensen        | 230       | Brake         | 322       | Dörrieloh     | 588       | Groß Lessen     | 617       |
| Holzhausen    | 272       | Kantrup       | 323       | Kirchdorf     | 900       | Klein Lessen    | 413       |
| Kuppendorf    | 314       | Lindern       | 615       | Maasen        | 360       | Mallinghausen   | 231       |
| Mellinghausen | 440       | Menninghausen | 193       | Neuenkirchen  | 331       | Nordsulingen    | 614       |
| Ohlendorf     | 329       | Päpsen        | 143       | Rathlosen     | 600       | Scharringhausen | 380       |
| Schmalförden  | 618       | Scholen       | 708       | Schwaförden   | 898       | Schweringhausen | 282       |
| Siedenburg    | 602       | Stocksdorf    | 352       | Ströhen       | 1.703     | Sudwalde        | 697       |
| Sulingen      | 2.238     | Varrel        | 1.068     | Wehrbleck     | 1.316     | Wesenstedt      | 601       |